# Suspyre
Suspyre é uma banda de progressive metal fundada em New Jersey no ano de 2001.

## História
A sonoridade do Suspyre remete a diversas bandas e músicos, que se inclui Dream Theater, Opeth, Symphony X, Igor Stravinsky, Mahler, Mozart e Bach.
No verão de  2001, durante um luau na casa do baterista Chris Myers com os guitarristas Gregg Rossetti e Rich Skibinsky, eles convidaram Kevin O'Hara, que musicalmente se interessava por The Backstreet Boys e Medieval music, para cantar na banda que eles planejavam criar. Todavia Gregg foi para a faculdade em agosto enquanto Rich e Chris continuaram na escola.
Quando o Suspyre começou a trabalhar no seu primeiro álbum, eles realizaram certas mudanças. Devido a direção que a banda estava tomando musicalmente, alguns membros tiveram suas habilidades questionadas, e Chris Myers foi substituído por  Sam Paulicelli, assim como Raffaele Gerace foi trocado por Clay Barton.
Durante a gravação do primeiro disco, o baixista Kirk Schwenkler deixou a banda e Noah Martin terminou de gravar o álbum. A vaga foi ocupada permanentemente por Andrew Distabile.
A Great Divide foi lançado em 20 de março de 2007 pela Nightmare Records. Para ajudar a promover o disco a banda viajou a  Mokena, Illinois para participar do Chicago PowerFest 2007. Após esse festival, Sam Paulicelli deixou a banda para se dedicar a outros projetos, se juntando a uma banda de Black Metal,  Abigail Williams.
A banda terminou de gravar o seu terceiro álbum, When Time Fades… lançado em 30 de setembro de 2008 pela Sensory Records. Suspyre tocou com Odin's Court & Dark Empire por dois shows no primeiro fim de semana de outubro. No dia 2 de agosto de 2008 anunciaram que April Sese havia se juntado à banda para tocar teclado.
Em janeiro de 2009, o co-fundador/guitarrista Rich Skibinsky deixou a banda para participar do projeto de punk rock Kelsey & The Chaos. Em fevereiro de 2009, Suspyre anunciou um novo baterista, Gabe Marshall.

## Membros

### Membros
- Gregg Rossetti: guitarra, sequenciador de MIDI, saxofone, viola da gamba, Chapman Stick
- Clay Barton: vocais
- Andrew Distabile: baixo
- April Sese: teclados
- Gabe Marshall: bateria[3]

### Ex-membros
- Rick Skibinsky: guitarrista
- Kevin O'Hara: vocal
- Raffaele Gerace: vocal
- Kirk Schwenkler: baixo
- Chris Myers: bateria
- Sam Paulicelli: bateria e percussão

## Álbuns
- The Silvery Image (2005)
- A Great Divide (2007)
- When Time Fades... (2008)
- Suspyre (2012)